# Puerto del Rosario
Puerto del Rosario es una localidad y municipio español perteneciente a la provincia de Las Palmas, en la comunidad autónoma de Canarias. Es la capital de Fuerteventura y el municipio más poblado de la isla. Forma una franja desde la costa oeste a la este.
Sus principales núcleos de población son Puerto del Rosario, El Matorral, Puerto Lajas y Tetir. Este último y Casillas del Ángel formaban términos independientes hasta 1925 y 1926 respectivamente.

## Toponimia

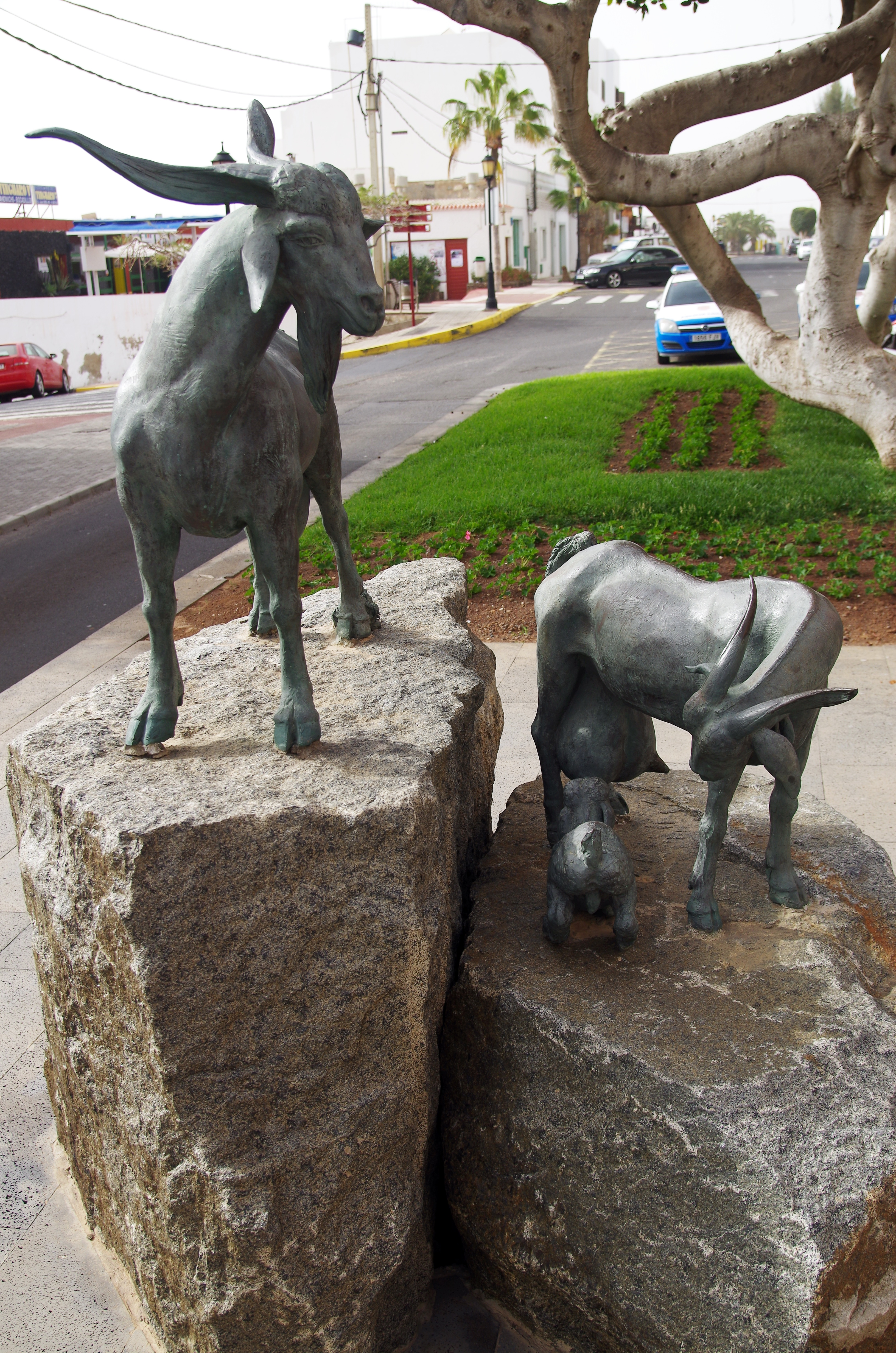
Las Cabras, escultura en bronce de Emiliano G. Hernández que homenajea el nombre original de la ciudad, Puerto de Cabras

El municipio toma su nombre del de su capital administrativa, que a su vez se debe a su condición de puerto y a la advocación mariana de la patrona de la localidad, la virgen del Rosario.
El lugar era conocido inicialmente como Puerto de Cabras o Puerto Cabras debido a la presencia histórica de rebaños de estos animales que pastaban en su litoral. No obstante, el día 6 de marzo de 1956 las autoridades municipales solicitaron su cambio por el de Puerto del Rosario pues consideraban que el apelativo de Cabras era «un vejamen de tipo permanente que se presta a la ironía que humilla y expone a las continuas burlas de los que visitan el lugar». El cambio fue aprobado por el consejo de ministros el día 16 del mismo mes y año.
Entre una parte de la población siguió vivo el recuerdo del nombre original, por lo que a lo largo del tiempo varios colectivos y personalidades han planteado la recuperación del mismo.

## Geografía
El término municipal de Puerto del Rosario está situado en el sector centro-septentrional de la isla de Fuerteventura.
Posee un territorio de 289,95 km², del que gran parte se corresponde con una extensa área rural y natural, y con un perímetro municipal de 85,86 km, lindando con los municipios de La Oliva al norte, y Betancuria y Antigua al sur.
La capital municipal, el casco urbano de Puerto del Rosario, se encuentra a 16 m s. n. m. El municipio alcanza su altitud máxima en la Montaña de la Muda a 691 m s. n. m., cima que comparte con el municipio de La Oliva.
Entre sus playas destacan las de Puerto Lajas, playa de Los Pozos y playa Blanca, que ofrecen las condiciones necesarias para la práctica de deportes acuáticos como el surf y el windsurf.

### Clima
De acuerdo con la clasificación climática de Köppen, Puerto del Rosario tiene un clima árido cálido (BWh). Los inviernos son muy suaves, con mínimas medias en enero de casi 15 °C y máximas medias de 20-21 °C; mientras que los veranos son cálidos, pero no demasiado calurosos, con máximas medias en agosto que no alcanzan los 28 °C y mínimas medias de 21,5 °C. Por otra parte, la amplitud térmica anual ronda los 7 °C de media.
Es uno de los lugares más secos de España, pues las precipitaciones son muy escasas (casi 100 mm anuales de media), con un máximo en el mes de diciembre y un mínimo marcado en el verano, siendo prácticamente nulas en los meses de junio y julio. La amplitud térmica diaria es baja (6-7 °C de media).
Se puede presentar la calima, que es polvo en suspensión procedente del cercano desierto del Sáhara.

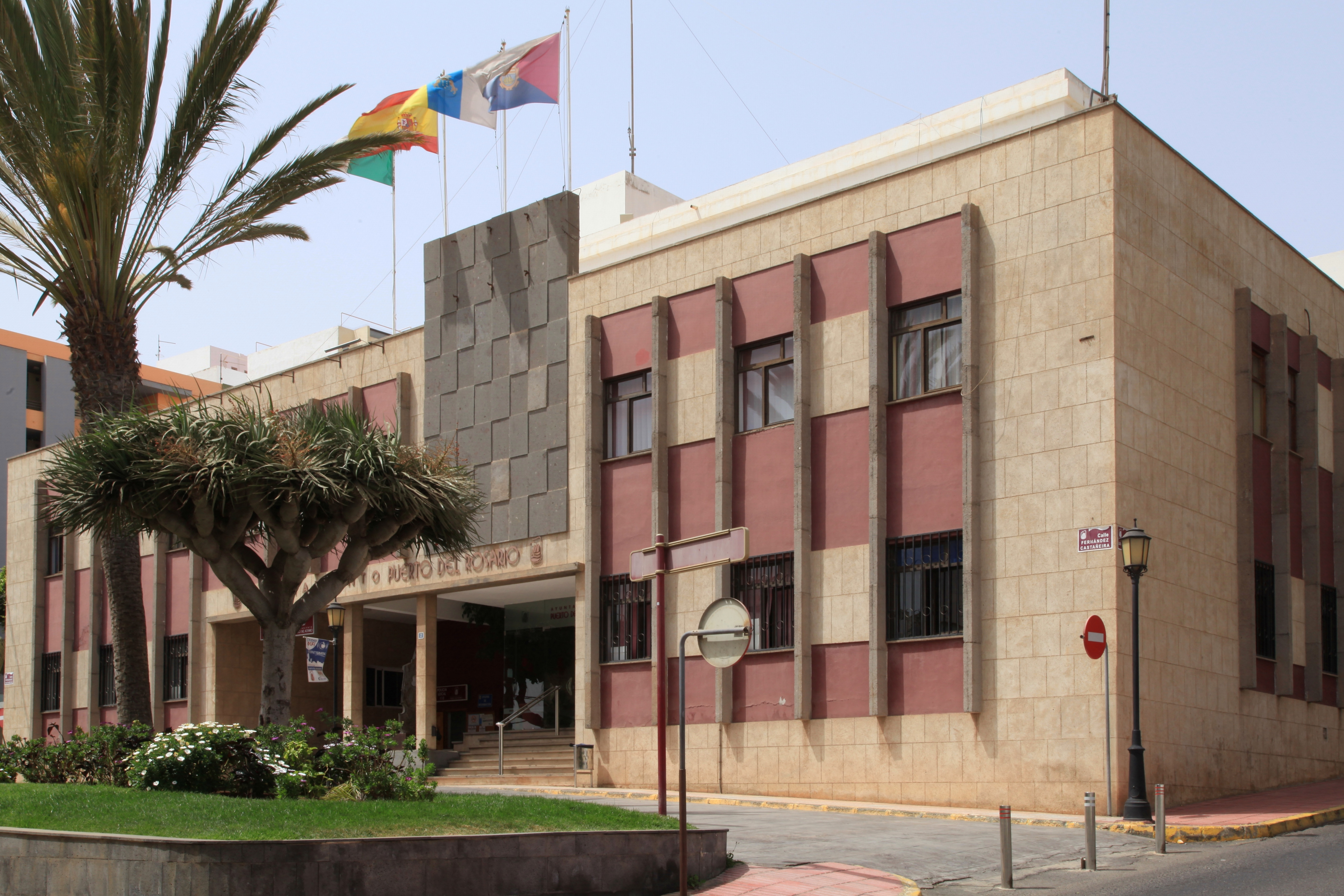
Ayuntamiento de Puerto del Rosario

| Parámetros climáticos promedio de Observatorio del Aeropuerto de Fuerteventura (25 m s. n. m.), Puerto del Rosario (periodo de referencia: 1991-2020, extremas: 1967-presente) | Parámetros climáticos promedio de Observatorio del Aeropuerto de Fuerteventura (25 m s. n. m.), Puerto del Rosario (periodo de referencia: 1991-2020, extremas: 1967-presente) | Parámetros climáticos promedio de Observatorio del Aeropuerto de Fuerteventura (25 m s. n. m.), Puerto del Rosario (periodo de referencia: 1991-2020, extremas: 1967-presente) | Parámetros climáticos promedio de Observatorio del Aeropuerto de Fuerteventura (25 m s. n. m.), Puerto del Rosario (periodo de referencia: 1991-2020, extremas: 1967-presente) | Parámetros climáticos promedio de Observatorio del Aeropuerto de Fuerteventura (25 m s. n. m.), Puerto del Rosario (periodo de referencia: 1991-2020, extremas: 1967-presente) | Parámetros climáticos promedio de Observatorio del Aeropuerto de Fuerteventura (25 m s. n. m.), Puerto del Rosario (periodo de referencia: 1991-2020, extremas: 1967-presente) | Parámetros climáticos promedio de Observatorio del Aeropuerto de Fuerteventura (25 m s. n. m.), Puerto del Rosario (periodo de referencia: 1991-2020, extremas: 1967-presente) | Parámetros climáticos promedio de Observatorio del Aeropuerto de Fuerteventura (25 m s. n. m.), Puerto del Rosario (periodo de referencia: 1991-2020, extremas: 1967-presente) | Parámetros climáticos promedio de Observatorio del Aeropuerto de Fuerteventura (25 m s. n. m.), Puerto del Rosario (periodo de referencia: 1991-2020, extremas: 1967-presente) | Parámetros climáticos promedio de Observatorio del Aeropuerto de Fuerteventura (25 m s. n. m.), Puerto del Rosario (periodo de referencia: 1991-2020, extremas: 1967-presente) | Parámetros climáticos promedio de Observatorio del Aeropuerto de Fuerteventura (25 m s. n. m.), Puerto del Rosario (periodo de referencia: 1991-2020, extremas: 1967-presente) | Parámetros climáticos promedio de Observatorio del Aeropuerto de Fuerteventura (25 m s. n. m.), Puerto del Rosario (periodo de referencia: 1991-2020, extremas: 1967-presente) | Parámetros climáticos promedio de Observatorio del Aeropuerto de Fuerteventura (25 m s. n. m.), Puerto del Rosario (periodo de referencia: 1991-2020, extremas: 1967-presente) | Parámetros climáticos promedio de Observatorio del Aeropuerto de Fuerteventura (25 m s. n. m.), Puerto del Rosario (periodo de referencia: 1991-2020, extremas: 1967-presente) |
| Mes | Ene. | Feb. | Mar. | Abr. | May. | Jun. | Jul. | Ago. | Sep. | Oct. | Nov. | Dic. | Anual |
| --- | --- | --- | --- | --- | --- | --- | --- | --- | --- | --- | --- | --- | --- |
| Temp. máx. abs. (°C) | 29.9 | 30.8 | 34.0 | 38.0 | 36.8 | 41.6 | 43.0 | 41.0 | 37.9 | 38.7 | 34.8 | 29.5 | 43.0 |
| Temp. máx. media (°C) | 20.8 | 21.1 | 22.3 | 23.2 | 24.7 | 26.3 | 27.5 | 27.9 | 27.5 | 26.4 | 24.2 | 22.1 | 24.5 |
| Temp. media (°C) | 17.8 | 18.0 | 18.9 | 19.8 | 21.2 | 22.9 | 24.3 | 24.9 | 24.5 | 23.3 | 21.1 | 19.1 | 21.3 |
| Temp. mín. media (°C) | 14.9 | 14.9 | 15.5 | 16.4 | 17.7 | 19.5 | 21.1 | 21.9 | 21.5 | 20.2 | 18.0 | 16.1 | 18.1 |
| Temp. mín. abs. (°C) | 8.0 | 8.0 | 8.0 | 9.5 | 11.6 | 13.0 | 14.0 | 15.0 | 15.0 | 12.0 | 10.5 | 9.0 | 8.0 |
| Precipitación total (mm) | 12.6 | 10.0 | 9.7 | 4.6 | 0.8 | 0.1 | 0.0 | 0.3 | 2.0 | 11.4 | 13.3 | 21.2 | 85.9 |
| Días de precipitaciones (≥ 1 mm) | 2.3 | 1.9 | 1.8 | 0.8 | 0.2 | 0.0 | 0.0 | 0.1 | 0.5 | 1.8 | 2.1 | 2.6 | 14.2 |
| Horas de sol | 195 | 192 | 239 | 249 | 285 | 285 | 304 | 291 | 261 | 226 | 195 | 192 | 2922 |
| Humedad relativa (%) | 67 | 68 | 67 | 66 | 64 | 66 | 68 | 70 | 72 | 71 | 69 | 70 | 68 |
| Fuente n.º 1: Agencia Estatal de Meteorología | | | | | | | | | | | | | |
| Fuente n.º 2: Agencia Estatal de Meteorología (extremos) | | | | | | | | | | | | | |

### Espacios naturales protegidos
En su territorio se encuentran dos espacios naturales protegidos, el parque rural de Betancuria y el paisaje protegido de Vallebrón, que se extienden también por otros municipios.

## Administración y política
Actualmente el municipio se encuentra gobernado por una coalición entre Coalición Canaria, Partido Socialista Obrero Español con David de Vera actuando como alcalde.
| Partido político                                                         | 2023  | 2023  | 2023       | 2019  | 2019  | 2019       | 2015  | 2015  | 2015       | 2011  | 2011  | 2011       | 2007  | 2007  | 2007       |
| Partido político                                                         | %     | Votos | Concejales | %     | Votos | Concejales | %     | Votos | Concejales | %     | Votos | Concejales | %     | Votos | Concejales |
| Coalición Canaria (CC)                                                   | 25,11 | 3922  | 7          | 17,43 | 2489  | 4          | 27,78 | 3853  | 7          | 48,53 | 6370  | 11         | 48,70 | 5953  | 12         |
| Partido Socialista Obrero Español (PSOE)                                 | 14,24 | 2225  | 4          | 19,93 | 2846  | 5          | 18,98 | 2632  | 4          | 10,93 | 1435  | 2          | 20,67 | 2527  | 5          |
| Partido Popular (PP)                                                     | 16,55 | 2586  | 4          | 13,53 | 1932  | 3          | 15,41 | 2137  | 4          | 20,38 | 2675  | 5          | 16,78 | 2051  | 4          |
| Fuerteventura Avanza (FA)                                                | 17,11 | 2672  | 4          | —     | —     | —          | —     | —     | —          | —     | —     | —          | —     | —     | —          |
| Asamblea Majorera-Fuerza Canaria (AMF)                                   | 7,08  | 1107  | 1          | —     | —     | —          | 8,42  | 1168  | 2          | 5,47  | 718   | 1          | —     | —     | —          |
| Vox                                                                      | 6,27  | 980   | 1          | 3,73  | 533   | 0          | —     | —     | —          | —     | —     | —          | —     | —     | —          |
| Nueva Canarias (NC)                                                      | 3,57  | 559   | 0          | 9,77  | 1395  | 2          | 8,82  | 1223  | 2          | 3,54  | 464   | 0          | 2,09  | 256   | 0          |
| Podemos-Izquierda Unida (IU)                                             | 2,17  | 340   | 0          | 7,56  | 1080  | 2          | 6,13  | 850   | 1          | —     | —     | —          | —     | —     | —          |
| Agrupación de Electores Puerto del Rosario (AEPR)                        | —     | —     | —          | 7,90  | 1128  | 2          | —     | —     | —          | —     | —     | —          | —     | —     | —          |
| Ciudadanos (CS)                                                          | —     | —     | —          | 7,88  | 1126  | 2          | —     | —     | —          | —     | —     | —          | —     | —     | —          |
| Partido Progresista Majorero (PPMAJO)-Unión del Pueblo Majorero (UPMAJO) | —     | —     | —          | 5,02  | 718   | 1          | 5,20  | 721   | 1          | 8,12  | 1066  | 2          | —     | —     | —          |

## Demografía
Puerto del Rosario cuenta con una población de 44 638 habitantes (INE 2024).
| Gráfica de evolución demográfica de Puerto del Rosario entre 1842 y 2021 |
| |
| Población de derecho según los censos de población del INE Población de hecho según los censos de población del INEEn 1930 crece el término del municipio porque incorpora a Casillas del Ángel y Tetir |

En cuanto al lugar de nacimiento en 2020, el 56 % de la población había nacido en Canarias, de los cuales el 61 % lo había hecho en el propio municipio, un 8 % en otro municipio de la isla y un 31 % procedía de otra isla del archipiélago. El resto de la población la componía un 26 % de personas que habían nacido en el Extranjero, sobre todo de Italia y Colombia, y un 18 % en el resto de España.
| Entidad singular                       | Habitantes |
| -------------------------------------- | ---------- |
| La Ampuyenta                           | 321        |
| La Asomada                             | 477        |
| Casillas del Ángel                     | 606        |
| Los Estancos                           | 752        |
| Guisguey                               | 153        |
| Llanos de la Concepción                | 314        |
| La Matilla                             | 147        |
| El Matorral                            | 2740       |
| Las Parcelas                           | 36         |
| Puertito de los Molinos                | 8          |
| Puerto del Rosario (capital municipal) | 32 771     |
| Puerto Lajas                           | 1436       |
| Tefía                                  | 280        |
| Tesjuates                              | 286        |
| Tetir                                  | 1080       |
| El Time                                | 401        |

## Historia
Según varios autores, el caserío inicial de Puerto de Cabras se estableció hacia finales del siglo XVIII y se desarrolló en paralelo al crecimiento del tráfico marítimo de su puerto, declarado habilitado para la exportación en 1713.
En 1812 las Cortes de Cádiz iniciaron una serie de cambios entre los que se incluía la creación de nuevos municipios, estableciéndose en Fuerteventura uno por cada parroquia existente en aquel momento. Así surgieron Antigua, Betancuria, Casillas del Ángel, La Oliva, Pájara, Tetir y Tuineje, siendo Puerto de Cabras dependiente de Tetir.
Años después, el 30 de diciembre de 1834, mediante Orden Gubernativa, se crea el municipio, independiente de Tetir, comenzando a funcionar como tal el 1 de febrero de 1835 con Lázaro Rugama Nieves como primer alcalde. Durante ese año, se delimitó el término municipal, entregándose oficialmente el 13 de febrero de 1836. Diez años después, el 12 de agosto de 1846 los municipios de Casillas del Ángel, Puerto de Cabras y Tetir, ratificaron el deslinde.
Poco a poco se van instalando en el municipio las distintas instituciones de la administración y el gobierno, convirtiéndolo en capital en 1860, sustituyendo a Betancuria, capital de la isla hasta entonces.
Entre los años 1876 y 1899 surgen una serie de conflictos territoriales entre Tetir y Puerto de Cabras, que finalmente fueron resueltos a favor de Tetir. Años más tarde, llega una nueva demarcación de la capital de la isla y así Tetir y Casillas del Ángel pasan a ser parte del término municipal como distritos censales el 24 de junio de 1925 y el 21 de septiembre de 1926 respectivamente.
En 1936 el coronel Jesús Ferrer Gimeno, gobernador civil, ordena mediante la circular 630 la disolución del ayuntamiento republicano y establece una Comisión Gestora integrada por Esteban Domínguez Cabrera, Luis Rodríguez de Vera, Isidro González Díaz y Benito Herrera Cruz. La comisión gestionó el municipio hasta el 6 de febrero de 1949, momento en el que tomaban posesión de su cargo los nuevos concejales elegidos por decreto el 30 de septiembre de 1948.
El 19 de febrero de 1954 el Consejo de Ministros aprueba la Carta Económica Municipal de los ayuntamientos de Fuerteventura, permitiendo el saneamiento de la economía municipal. En esta época, empieza a plantearse la necesidad de cambiar de nombre al municipio, cambio que se aprueba en el Consejo de Ministros el 16 de marzo de 1956, pasando a llamarse Puerto del Rosario, nombre que mantiene actualmente.

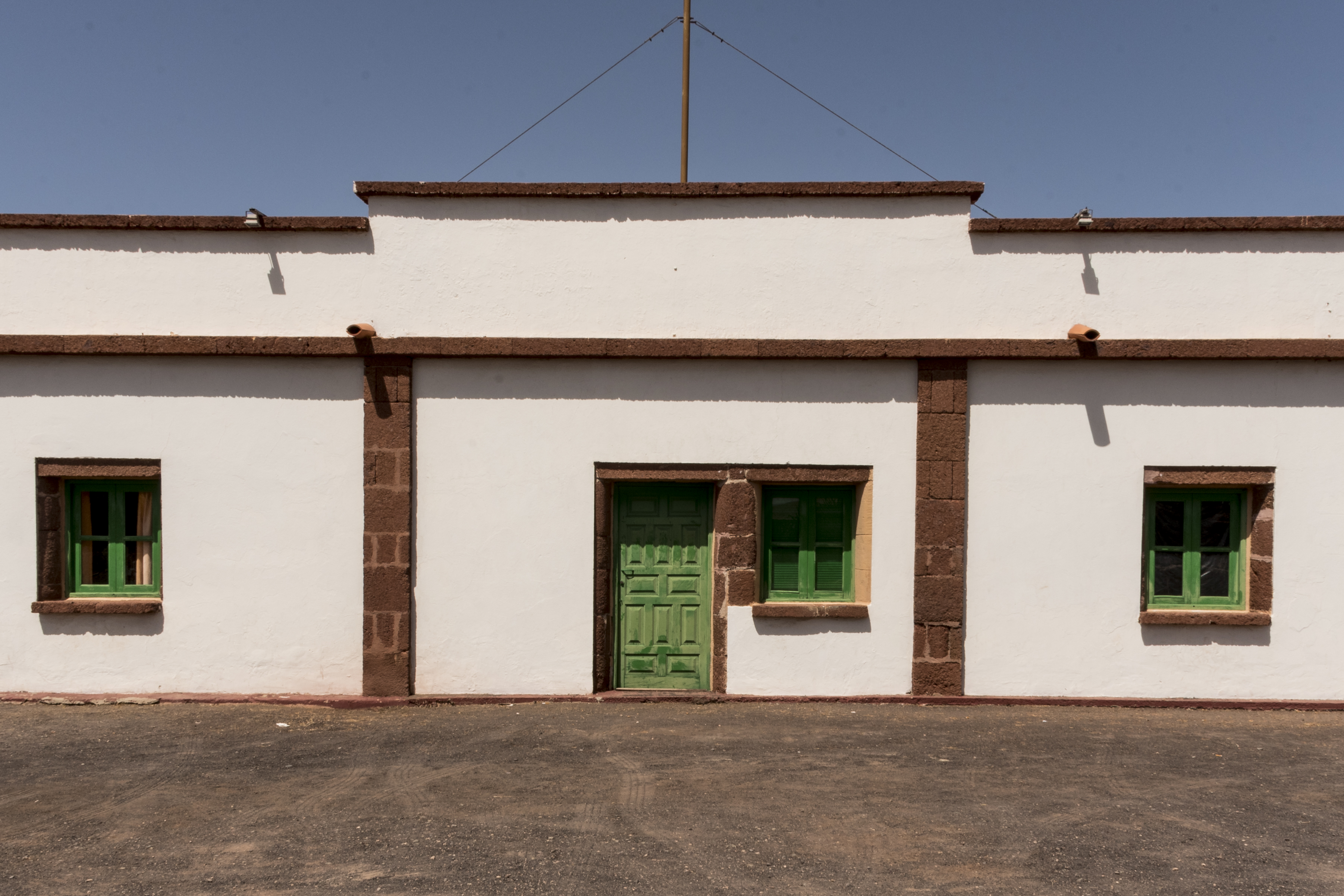
Entrada principal de la Colonia Agrícola Penitenciaria de Tefía

En 1958 y 1959, la Dictadura Franquista utilizó un terreno al aire libre rodeado de alambradas como campo de concentración para prisioneros independentistas marroquíes capturados durante la guerra de Ifni. Llegó a confinar a 211 hombres en pésimas condiciones, la mayoría clasificados como «detenidos políticos». Más longeva fue la Colonia Agrícola Penitenciaria de Tefía, creada en 1954 para confinar y castigar a homosexuales; el establecimiento, dirigido por un sacerdote castrense, sometía a malos tratos y trabajos forzados a los reclusos. Cerró sus puertas en 1966, siendo trasladados los internos que quedaban a la prisión grancanaria de Barranco Seco.
Durante los años 1960, muchos majoreros emigran a otras islas y al Sahara y la capital va creciendo poco a poco debido a la llegada de gente procedente de los pueblos del interior. Con la cesión a Marruecos de Sidi Ifni en 1969 se produjo el traslado a Puerto Laja de la talla de la Virgen del Pino, patrona de Sidi Ifni, obra de 1947 del imaginero agaetero Juan de Armas.
En 1976 tras la pérdida del Sahara Español con su descolonización, el Tercio Don Juan de Austria 3.º de la Legión, al mando del coronel Pallás, llega a Puerto del Rosario, permaneciendo en la isla su traslado a Viator en 1995. Siendo bien recibida al principio, aunque no por todos sus habitantes, la llegada de la Legión Española las Banderas VII y VIII y el Grupo Ligero Sahariano I de la Brigada «Rey Alfonso XIII» II de La Legión trajo, por una parte, la dinamización de la economía tanto de la capital como de la isla en su conjunto, y por otra, los problemas y conflictos propios de un repentino crecimiento de la población.
Con la transición llega una pérdida de interés por la política municipal que se hace patente con la llegada a alcalde en 1979 de Fermín Vera Moséguez tras haber renunciado al puesto los alcaldes anteriores. A pesar de las dificultades de esta época, Puerto del Rosario inició la etapa democrática en la que se encuentra hoy en día.

## Servicios

### Comunicaciones

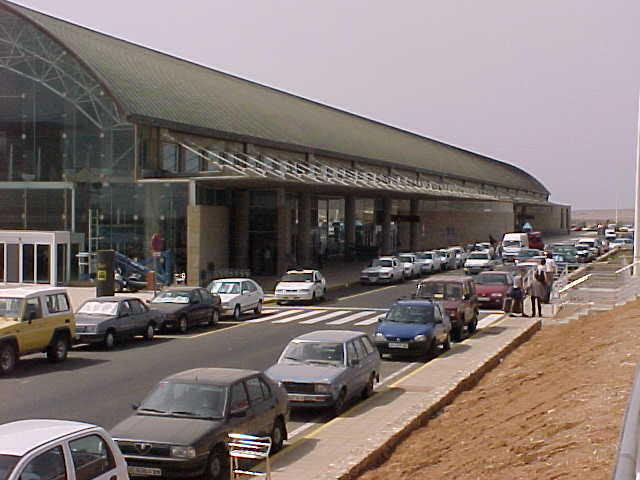
Terminal de pasajeros del aeropuerto de Fuerteventura

#### Aeropuerto
Principal punto de acceso a la isla. Sus instalaciones están capacitadas, según Aena, para dar servicio a ocho millones de pasajeros al año (entre llegadas y salidas). Se encuentra situado en El Matorral, a cinco kilómetros de Puerto del Rosario. Está conectado a los distintos municipios mediante varias líneas de guaguas (autobuses).

#### Puertos
La actividad principal del puerto de Puerto del Rosario es el tráfico de mercancías aunque sus instalaciones permiten el atraque de cruceros turísticos. Actualmente se está ampliando y construyendo un puerto deportivo.

#### Carreteras
Desde Puerto del Rosario salen las dos vías principales de la isla. La FV-1 une la capital con Corralejo, al norte, y la FV-2 con Morro Jable, al sur. Ambas carreteras discurren bordeando la costa este de la isla.
El crecimiento de Fuerteventura ha hecho que estas vías se vean saturadas y con un alto índice de siniestralidad. Por ello se están llevando a cabo mejoras en distintos tramos de esta carretera que, en el futuro, se pretende convertir en el eje norte-sur que una Morro Jable con Corralejo.

#### Transporte público

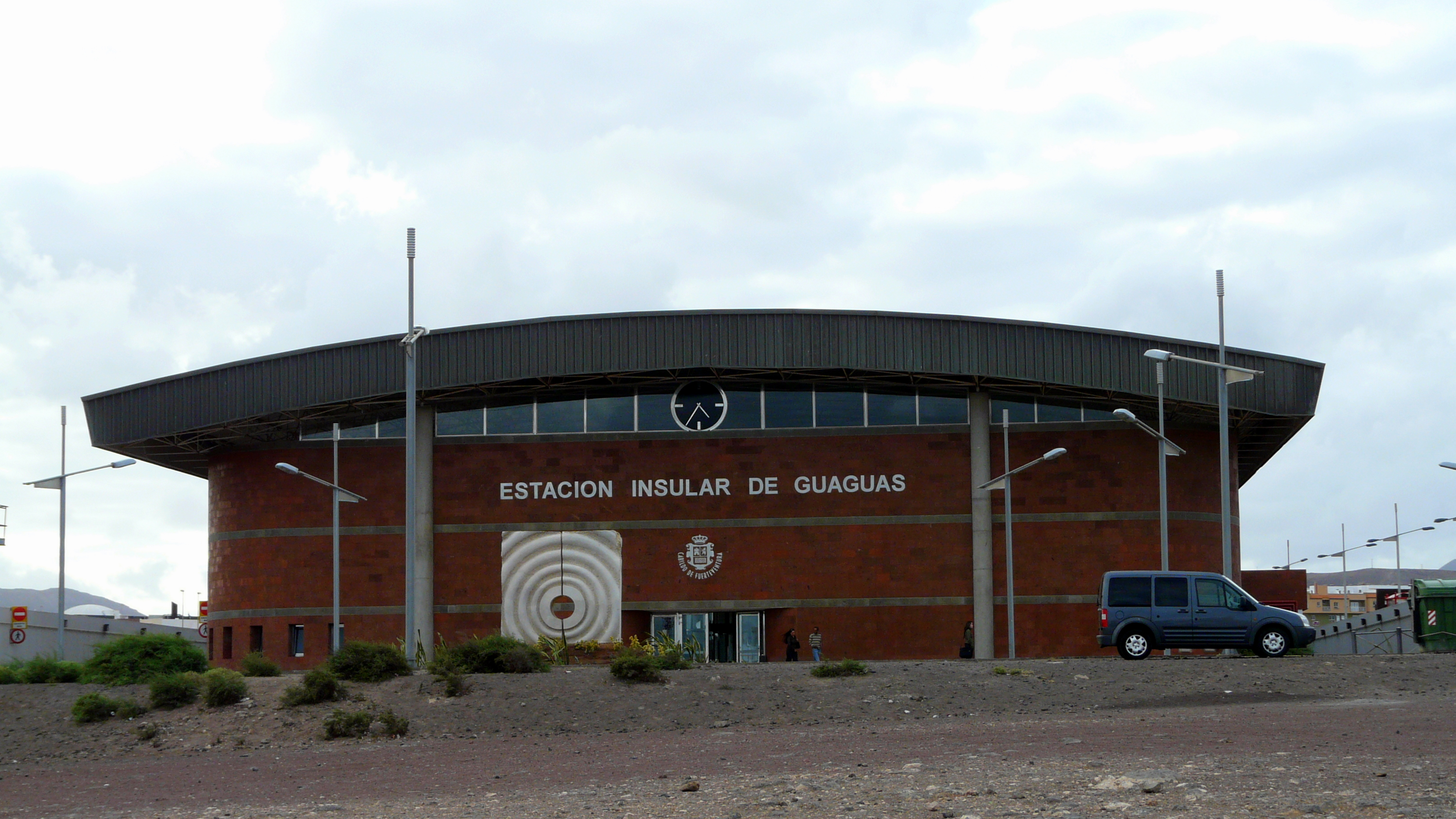
Estación insular de guaguas

En la capital se encuentra situada la estación insular de guaguas o autobuses. Esta estación, que cuenta con espacio para quince guaguas normales y dos articuladas de grandes dimensiones, da servicio tanto a las guaguas urbanas como a las líneas que unen las distintas poblaciones de la isla.
| Línea | Trayecto                                           | Recorrido     |
| ----- | -------------------------------------------------- | ------------- |
| 01    | Puerto del Rosario - Morro Jable                   | Horario/Línea |
| 02    | Puerto del Rosario - Vega de Río Palmas            | Horario/Línea |
| 03    | Puerto del Rosario - Caleta de Fuste - Las Salinas | Horario/Línea |
| 06    | Puerto del Rosario - Corralejo                     | Horario/Línea |
| 07    | Puerto del Rosario - El Cotillo                    | Horario/Línea |
| 10    | Puerto del Rosario - Morro Jable (por Pozo Negro)  | Horario/Línea |
| 14    | Puerto del Rosario - El Time                       | Horario/Línea |
| 15    | Puerto del Rosario - Triquivijate                  | Horario/Línea |
| 16    | Gran Tarajal - Puerto del Rosario                  | Horario/Línea |

### Sanidad
El municipio cuenta con el Hospital General de Fuerteventura Virgen de la Peña. Atiende a la población del área de salud de Fuerteventura, conformada por los 6 municipios de la isla. Su Hospital de Referencia es el Hospital Universitario Insular de Gran Canaria en Las Palmas de Gran Canaria.

## Cultura
En el municipio se puede encontrar una gran variedad de instalaciones para el disfrute de las artes escénicas, plásticas o para profundizar en la historia y cultura majorera.

### Auditorio Insular de Fuerteventura

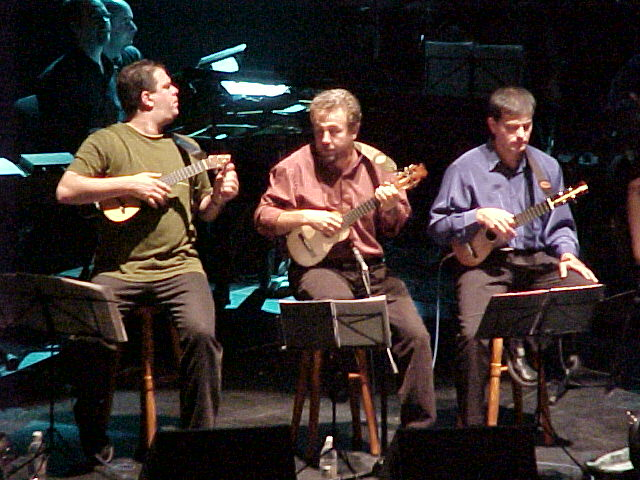
Presentación de Timples@2000 en el auditorio Insular en 2001

En Puerto del Rosario se encuentra el más antiguo de los auditorios con los que cuenta la isla, en los que se llevan a cabo tanto representaciones de las distintas artes escénicas como conferencias, galas benéficas o mítines políticos.
El auditorio Insular de Fuerteventura cuenta con 545 butacas. Por su escenario han pasado numerosos artistas tanto del panorama canario, como del nacional o internacional, entre los que cabe destacar Pedro Guerra, Manolo Vieira, Esperanza Roi, Gemma Cuervo, Carlos Sobera, Mirtha Ibarra, Vladimir Cruz o la Compañía Nacional de Danza 2 entre otros.

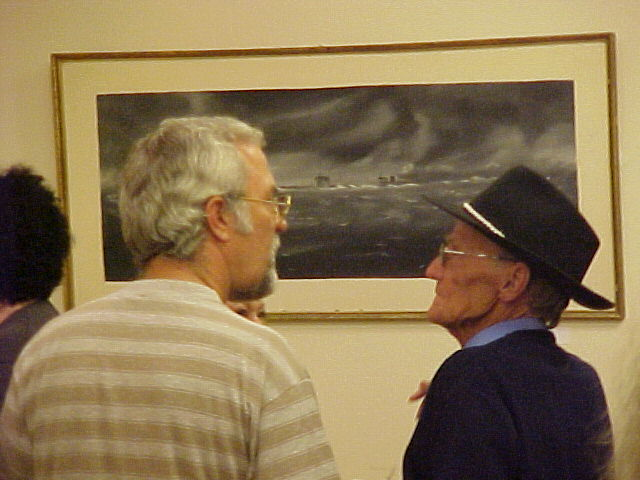
Exposición de Suso Machín (a la derecha en la imagen), artista local, en la sala de exposiciones de la Casa de la Cultura

### Museos y salas de exposiciones
En el municipio existen varios museos temáticos así como con varias salas de exposiciones tanto de carácter público como privado, entre los que se encuentran los siguientes:
- Centro de Arte Juan Ismael: instalaciones en el barrio de El Charco, que cuentan con salas de exposiciones, laboratorios fotográficos, sala de conferencias y un taller de artistas distribuidos en tres plantas.
- Casa Museo de Unamuno: se encuentra en el centro de la capital, junto al Cabildo Insular, en el lugar donde residió Miguel de Unamuno mientras duró su destierro en Fuerteventura en 1924. Actualmente es un museo que reconstruye el ambiente en donde vivió el filósofo.
- Sala de exposiciones de la Casa de la Cultura de Puerto del Rosario: sala situada junto al auditorio, donde se pueden contemplar exposiciones de pintura y fotografía.
- Ecomuseo La Alcogida: pequeño pueblo situado en Tefía, con siete viviendas tradicionales restauradas donde se pueden ver en vivo diversas actividades de la vida rural tradicional.

### Biblioteca pública municipal
Desde el mes de junio de 1914 se conservan o datan las primeras noticias de una biblioteca popular en Puerto de Cabras. Situada en un área educativa, rodeada de centros escolares y culturales, se localiza en la calle de Ramiro de Maeztu 1. Con un aforo de 170 plazas, dispone de wifi e internet de uso público, sala infantil, sala general, sala de estudio y cuenta con un buen fondo general así como prensa diaria.

### Parque escultórico

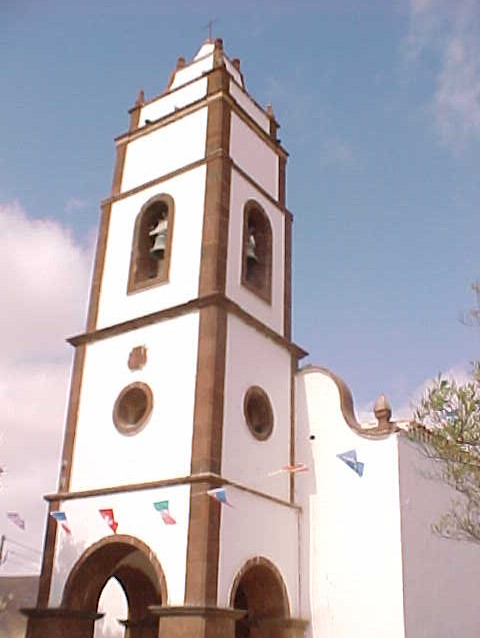
Campanario de la iglesia Santo Domingo de Guzmán, en Tetir

Además de las distintas salas y museos, Puerto del Rosario, cuenta con un parque escultórico al aire libre compuesto por gran cantidad de obras de distintos autores. El parque lo forman más de 50 esculturas y se provee principalmente de las obras creadas durante el Simposio Internacional de Escultura que viene celebrándose anualmente desde 2001. Durante los días en los que se celebra el certamen, artistas procedentes de distintas partes del mundo dan forma a sus esculturas al aire libre bajo la mirada de los transeúntes.

### Fiestas populares

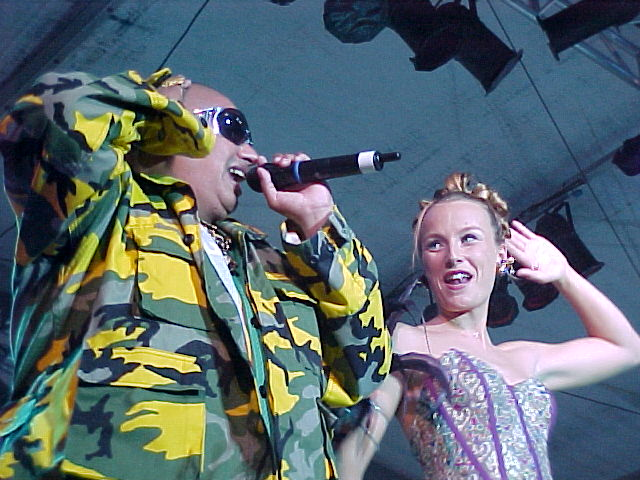
King África durante la gala de elección de reina de las fiestas de Nuestra Señora del Rosario en 2000, junto a Gemma Ibáñez copresentadora de la gala y presentadora de una televisión local

Como en toda Canarias, unas de las fiestas con más tradición que se celebran en Puerto del Rosario son los carnavales, celebrados en fechas variables entre febrero y marzo. En estas fiestas, dedicadas a un tema cada año, destacan entre otras cosas los desfiles y la gala de elección de reina del carnaval.
Otra de las fiestas de gran importancia en el municipio son las fiestas en honor a Nuestra Señora del Rosario, celebradas en torno al 7 de octubre. Durante los días que duran las fiestas se puede asistir a varios conciertos y verbenas, visitar el recinto ferial o participar en la romería, entre otras actividades. También destaca la Semana Santa, cuya procesión más destacada es la del Santísimo Cristo de la Buena Muerte, que es la advocación de Jesucristo más venerada de Fuerteventura y que es llevado en procesión por legionarios.
Los distintos barrios de la capital también celebran sus fiestas en honor a los distintos patrones y patronas. Así, nos encontramos las siguientes celebraciones:
- Fiestas de la Virgen del Mar en El Charco (1 de junio)
- Fiestas de San Pedro en La Charca (6 de junio)
- Fiestas de San Juan en Los Pozos (24 de junio)
- Fiestas de San Marcial en Majada Marcial (30 de junio)
- Fiestas del Sagrado Corazón en Fabelo (3 de julio)
- Fiestas de La Peña en las 90 Viviendas (20 de septiembre)

También se celebran fiestas patronales en el resto de poblaciones del municipio en las que nos encontramos romerías, bailes de taifas o torneos de lucha canaria como principales atractivos:
- Fray Andresito, el 14 de enero en Ampuyenta
- Santa Mónica el 4 de mayo en Tefía
- Fátima el 13 de mayo en La Asomada
- Santa Rita el 22 de mayo en Los Estancos
- Día de la Madre el primer domingo de mayo en Tesjuate
- San Juan el 24 de junio en El Matorral
- San Pedro el 29 de junio en Guisgue
- El Carmen el 16 de julio en Puerto del Rosario y en el Puerto de los Molinos
- Santa Ana el 26 de julio en Casillas del Ángel
- Santo Domingo el 4 de agosto en Tetir
- Socorro el 8 de agosto en La Matilla
- La Concepción el 15 de agosto en Los Llanos de la Concepció
- San Agustín el 28 de agosto en Tefía
- Las Mercedes el 24 de septiembre en El Time
- Virgen del Pino el 12 de octubre en Puerto Lajas
- San Pedro Alcántara el 19 de octubre en Ampuyenta
- San Andrés el 30 de noviembre en Tetir y el 1 de diciembre en Las Parcelas

## Localidades hermanadas
- Carnota, Galicia (desde 2007)